# Praia de Santa Clara
A Praia de Santa Clara é uma praia oceânica localizada no município de São Francisco de Itabapoana na mesorregião do Norte Fluminense do Rio de Janeiro. Ela fica entre as praias de Itaperuna e Tropical, todas as três localizadas no bairro de Santa Clara.
Com extensão de 5 km, é a praia com o maior número de residências de veranistas. Durante o verão recebe grande fluxo de turistas, principalmente do estado de Minas Gerais. Uma das principais praias de São Francisco de Itabapoana, a praia de Santa Clara fica a 6 km do centro da cidade, sendo a única praia a possuir um calçadão.
Com uma grande extensão de areia até o mar, a praia é apropriada para às práticas de esportes como: futebol de areia, vôlei de areia, entre outros. No período de alta temporada, é considerada a praia mais badalada do município Sanfranciscano. Todas as atenções se voltam para o calçadão, onde um palco é montado na areia deixando todos bem à vontade para se divertirem ao ar livre.

## Topônimo
O topônimo da praia é dado pelo nome do bairro a qual ela se encontra, no caso o bairro de Santa Clara.